# Abraham Andreae

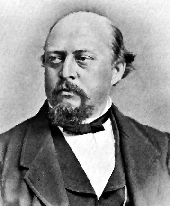
Abraham (Brami) Andreae

Abraham Maria Andreae, genannt Brami (* 9. November 1819 in Frankfurt am Main; † 6. Mai 1875 in Buckau), war ein deutscher Maschinenbauingenieur.

## Biografie
Abraham Maria Andreae war der Sohn des Frankfurter Großkaufmanns Johannes Andreae (1780–1850), genannt Jean, und von Maximiliane (genannt Maxe) (1792–1871), deren Vater der Geheime Rat und Bankier Johann Jakob von Willemer war. Der Großvater väterlicherseits war Christoph Andreae (1736–1789), die Großmutter Maria Magdalene Hoppe. Der Ururgroßvater väterlicherseits war Christoph Andreae, sein Bruder der Maler Tobias Andreae.
Seinen Namen Abraham (genannt Brami) erhielt er im Andenken an seinen 1818 im Duell erschossenen Onkel Abraham (genannt Brami) v. Willemer. Um den Schmerz des Vaters und der mit Brami von Willemer eng verbundenen Stiefmutter Marianne von Willemer zu lindern, hatten die Geschwister des Getöteten versprochen, den nächsten in der Familie geborenen Sohn nach ihm zu benennen. Dieses Versprechen wurde mit der Geburt von Abraham Andreae 1819 eingelöst. Marianne von Willemer, Freundin des Dichterfürsten Goethe, wurde zusätzlich seine Patin.
Brami Andreae heiratete am 8. April 1856 Marianne Hennige (1834–1907), mit der er sechs Kinder hatte, von denen vier das Kindesalter überschritten. Seine Ehefrau war eine Tochter des Magdeburger Fabrikbesitzers Jacob Hennige.
Entgegen dem Wunsch seines Vaters trat er nicht in dessen Beruf ein, sondern widmete sein Leben der Technik. Nach Absolvierung des Instituts in Weinheim studierte er drei Jahre Maschinenbau am polytechnischem Institut in Karlsruhe. Anschließend arbeitete er praktisch und unternahm umfangreiche Studienreisen.
1843 wurde er Chefkonstrukteur der Maschinenfabrik der Vereinigten Hamburg-Magdeburger Dampfschiffahrts-Compagnie in Buckau bei Magdeburg. Bei dem kurz „Maschinenfabrik Buckau“ oder im Volksmund „Alte Bude“ genannten Unternehmen war Andreae insbesondere im Schiffs- und im Großmaschinenbau tätig. Das Unternehmen beschäftigte sich insbesondere mit der Produktion von Dampfschiffen und Lokomotiven sowie Einrichtungen für Brauereien, Rübenzuckerfabriken und Maschinen für die Landwirtschaft. Andreae setzte in allen Bereichen Verbesserungen durch.
1847 beschäftigte das Unternehmen etwa 800 Mitarbeiter und war nach den Borsigwerken in Berlin der zweitgrößte Industriebetrieb Deutschlands.
In der Wirtschaftskrise 1848 verließ Brami Andreae das Unternehmen und ging insgesamt acht Jahre nach Nordamerika, Mexiko und Kuba. Nach einer zweijährigen Studienreise hatte er eine mehrjährige Tätigkeit als Ingenieur. Schwerpunkt seiner Arbeit war die Einrichtung von Fabriken für die Zuckerindustrie in Mexiko, ab 1854 als Zivil-Ingenieur in Havanna auf Kuba und in St. Louis in den USA.
1856 wurde er auf Veranlassung des Zuckerfabrikanten Jacob Hennige aus Amerika zurückgeholt und als Technischer Direktor mit der Leitung der Maschinenfabrik Buckau betraut. Unter seiner technischen Leitung und der kaufmännischen Leitung von Christian Graff stieg das Unternehmen wieder zu einem führenden Unternehmen in Deutschland auf. Andreae blieb bis zu seinem Tode Leiter des Werks.
Er reformierte in dieser Zeit das Unternehmen grundlegend und legte einen Schwerpunkt auf den Bau von Großmaschinen. Besondere Verdienste erwarb er sich durch vereinfachte Konstruktionsteile und sein Engagement für sachliche Formgestaltung. Auf dem europäischen Markt führte er Double- und Triple-Effekt-Verdampfer und Corliss-Dampfmaschinen ein, wodurch das Buckauer Unternehmen in den folgenden Jahrzehnten florierte. Eine von Andreae konstruierte Heißluftmaschine (1860) befindet sich im Deutschen Museum in München. Auch sein ältester Sohn Paul Andreae setzte auf seinem Gut Dudendorf in Mecklenburg zur Modernisierung der landwirtschaftlichen Prozesse Maschinen der Maschinenfabrik Magdeburg-Buckau ein.
Er engagierte sich außerdem ab 1864 für die Einführung der Kettenschifffahrt auf der Elbe. Unter seiner Leitung wurde das vermutlich erste in Deutschland gefertigte Kettenschiff gebaut.

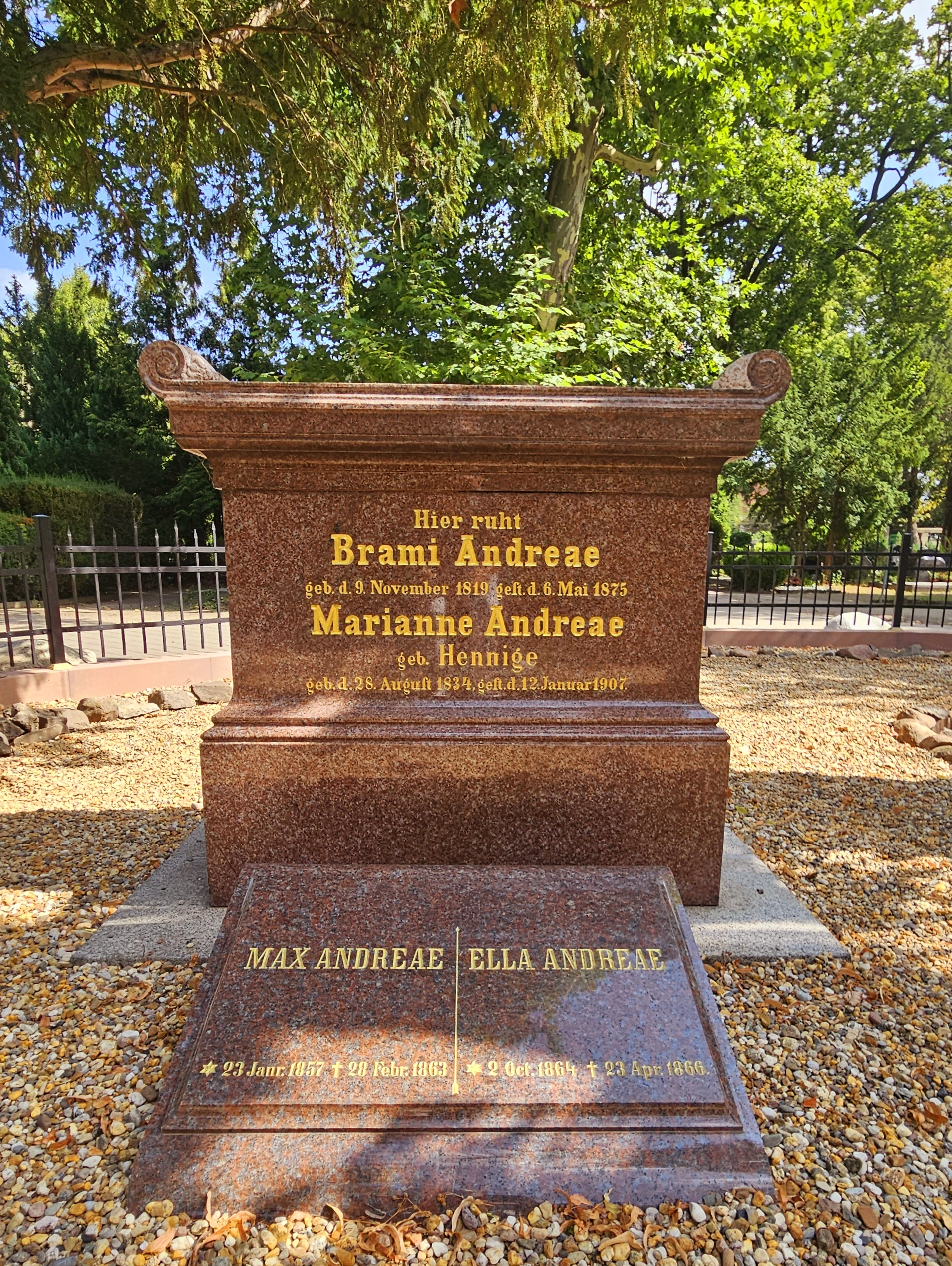
Grabstätte Brami Andreae

Brami Andreae starb am 6. Mai 1875, nachdem ihn ein Schlaganfall vier Tage zuvor halbseitig gelähmt hatte. Bereits in den Jahren 1872 und 1873 hatte er leichtere Schlaganfälle erlitten. Er fand seine letzte Ruhestätte auf dem Neustädter Friedhof in Magdeburg auf dem Familiengrab der Familie Hennige.

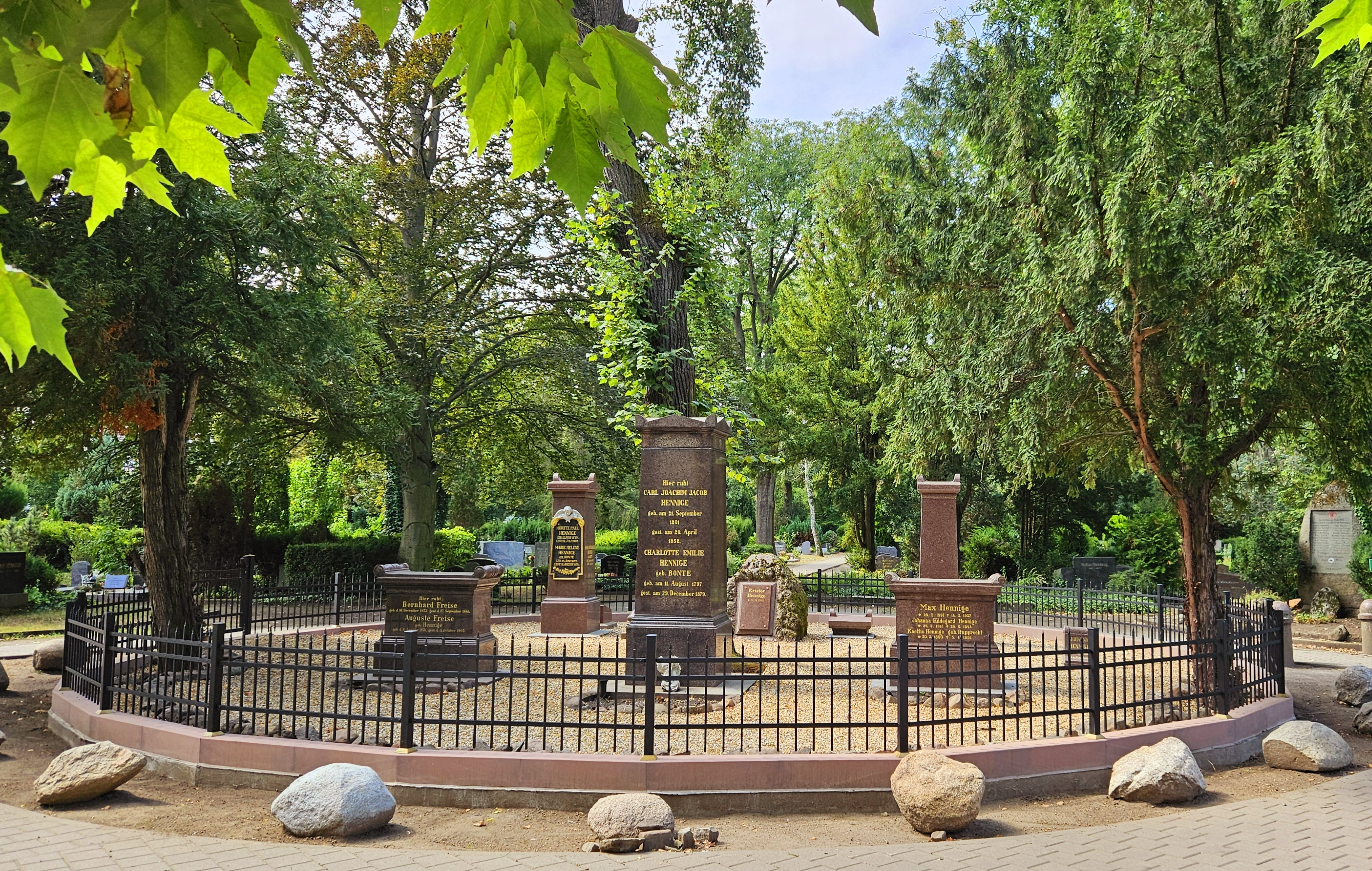
Das Grab von Brami Andreae (Grabstein vorn rechts, Rückseite) und seiner Ehefrau Marianne geborene Hennige in der unter Denkmalschutz stehenden Familiengrabstätte, dem HENNIGE-Rondell, auf dem Neustädter Friedhof in Magdeburg

Brami Andreae war Mitglied des Vereins Deutscher Ingenieure (VDI) und des Magdeburger Bezirksvereins des VDI, denen er 1857 beigetreten war.